# Laura Birn

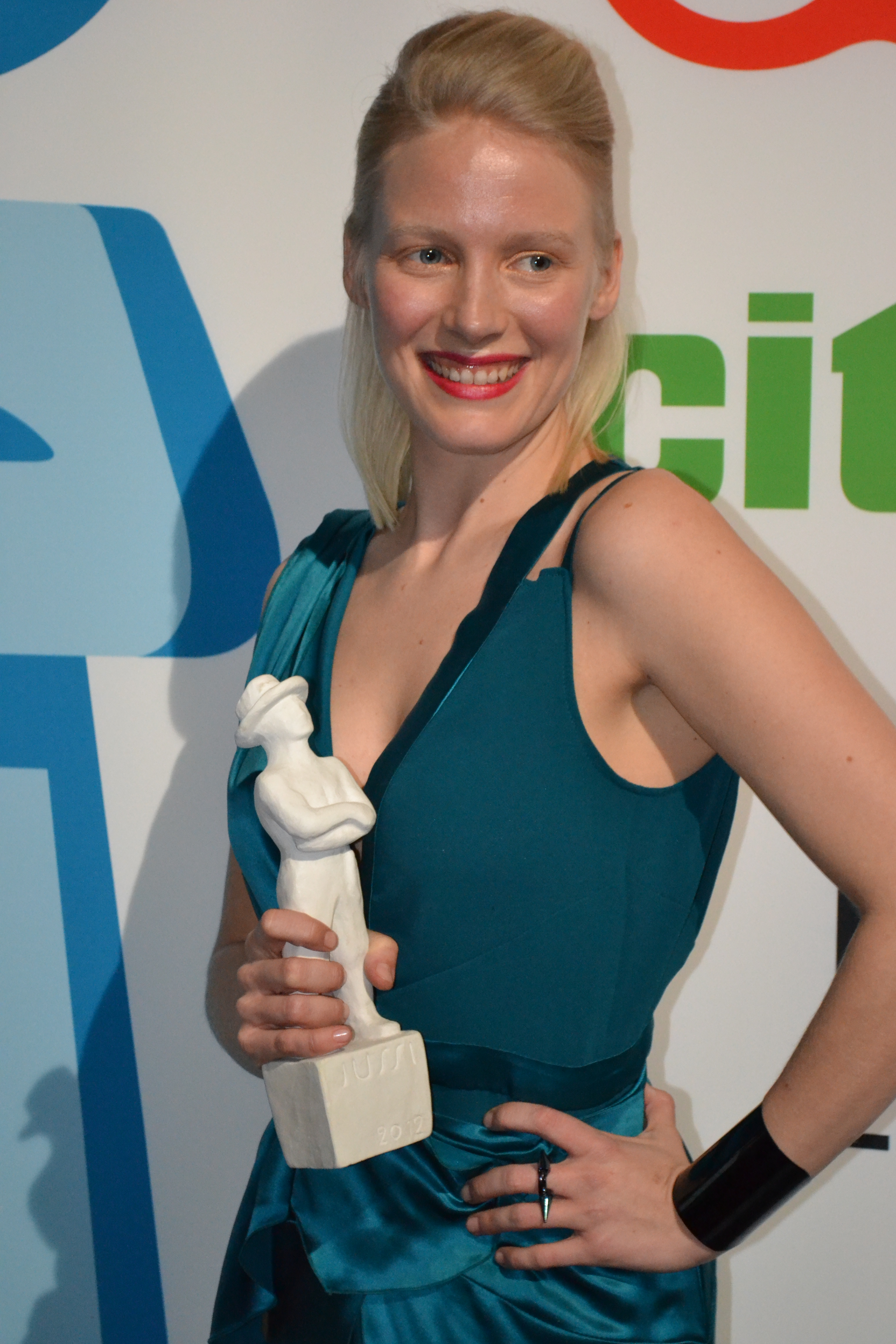
Laura Birn (2013)

Laura Eveliina Birn (* 25. April 1981 in Helsinki, Finnland) ist eine finnische Schauspielerin.

## Leben
Von 2002 bis 2007 studierte Laura Birn Schauspiel an der Theaterakademie Helsinki. Während dieser Zeit war sie bereits in mehreren Film- und Fernsehproduktionen zu sehen. Außerdem spielte sie regelmäßig am Theater und war unter anderem auf den Bühnen des KOM-teatteri, Helsingin Kaupunginteatteri und Q-teatteri zu sehen.
Insgesamt wurde sie bisher drei Mal für den nationalen finnischen Filmpreis Jussi nominiert. Nach zwei Nominierungen als Beste Nebendarstellerin für Helmiä ja sikoja und Liebe auf Finnisch erhielt sie 2013 eine Auszeichnung als Beste Hauptdarstellerin für ihre Darstellung der Aliide Truu in Antti Jokinens gleichnamiger Romanverfilmung von Sofi Oksanens Bestseller Fegefeuer. Für letztere Darstellung erhielt sie außerdem bei der Verleihung der Satellite Awards 2012 eine Nominierung als Beste Hauptdarstellerin.
Birn spricht neben Finnisch mit Englisch, Spanisch und Portugiesisch drei Fremdsprachen.

## Filmografie (Auswahl)
- 2002: Stripping (Hengittämättä & nauramatta)
- 2003: Pearls and Pigs (Helmiä ja sikoja)
- 2005: Promise (Lupaus)
- 2006: Kolme suudelmaa (Fernsehfilm)
- 2006: Rock’n Roll Never Dies
- 2007: Wunder einer Winternacht – Die Weihnachtsgeschichte (Joulutarina)
- 2008: 8 Days to Premiere (8 päivää ensi-iltaan)
- 2008: Inner Trial (Korkein oikeus)
- 2008: Suojelijat (Fernsehserie, 5 Folgen)
- 2008–2009: Married to a Lie (Morsian, Fernsehserie, 4 Folgen)
- 2009: Rally On! (Ralliraita)
- 2012: Fegefeuer (Puhdistus)
- 2012: Liebe auf Finnisch (Vuosaari)
- 2012: Must Have Been Love (En som deg)
- 2013: Heart of a Lion (Leijonasydän)
- 2014: Ruhet in Frieden – A Walk Among the Tombstones (A Walk Among the Tombstones)
- 2015: Armi Alive! (Armi elää!)
- 2015: Absolution (Henkesi edestä)
- 2015: Distractions (Häiriötekijä)
- 2015: The Girl King
- 2015: The Ones Below – Das Böse unter uns (The Ones Below)
- 2016: Alma de Sant Pere
- 2016: Love and Fury (Syysprinssi)
- 2017: 95
- 2018: Kääntöpiste
- 2018: Tyhjiö
- 2018: The Innocents (Fernsehserie, 8 Folgen)
- 2019: The Bird Catcher
- 2020: Helene
- 2020: Gesellschaftsspiele (Seurapeli)
- 2020: Viimeiset
- 2020: Erster Schnee (Ensilumi)
- seit 2021: Foundation (Fernsehserie)
- 2022: Munkkivuori (Fernsehserie, 10 Folgen)
- 2023: Light Light Light (Valoa valoa valoa)
- 2024: The Crow